# Raid de Los Baños
Seconde Guerre mondiale
Batailles
Campagne des Philippines
- Formose
- Leyte
- Golfe de Leyte
- Baie d'Ormoc
- Mindoro
- Maguindanao
- Golfe de Lingayen
- Luçon
- Col de Bessang
- Raid de Cabanatuan
- Bataan (1945)
- Manille (1945)
- Corregidor (1945)
- Baguio (1945)
- Raid de Los Baños
- Visayas
- Palawan
- Mindanao
- Jolo
- Davao
- Raid en mer de Chine méridionale

Le raid de Los Baños (philippin : Pagsalakay sa Los Baños) aux Philippines, est une opération de sauvetage exécutée tôt le vendredi matin le 23 février 1945 par une Task force de l'US Army Airborne et de la guérilla philippine, entraînant la libération de 2 147 internés civils et militaires alliés d'un campus d'école d'agriculture transformé en camp d'internement japonais. Les 250 Japonais de la garnison sont tués. La mission est célébrée comme l'une des opérations de sauvetage les plus réussies de l'histoire militaire moderne. Il s'agissait du deuxième raid exécuté avec précision par les forces combinées américano-philippines en un mois, après le raid de Cabanatuan à Luçon le 30 janvier, au cours duquel 522 prisonniers de guerre militaires alliés avaient été secourus.
Le raid aérien/maritime/terrestre a fait l'objet d'un livre de 2015, Rescue at Los Baños: The Most Daring Prison Camp Raid of World War II, par l'auteur à succès du New York Times Bruce Henderson. L'histoire de la force de sauvetage aéroportée, la 11e division aéroportée, est couverte dans le livre de 2019, When Angels Fall: From Toccoa to Tokyo, the 511th Parachute Infantry Regiment in World War II, de l'auteur Jeremy C. Holm.

## Histoire
Sur l'île de Luçon, les Japonais détiennent un grand nombre de civils prisonniers, notamment dans des camps d'internement dispersés au travers de l'île. Le plus grand d'entre eux est situé sur le campus du Collège agricole des Philippines à Los Baños, à soixante-quatre kilomètres au sud-est de Manille. Le général Douglas MacArthur donne pour mission à la 11e division de porter secours aux prisonniers de Los Baños le 3 février. Toutefois, à cette date, la division continue de combattre autour de la ligne Genko et elle ne peut dépêcher de forces pour une autre mission. Au cours du mois de février, les Américains doivent se contenter de rassembler des informations, notamment grâce aux résistants présents au sud de Luçon et autour de Los Baños. Le Major General Swing et son état-major sont informés chaque jour par l'officier en liaison avec les résistants, le major Vanderpool. Ce dernier parvient à s'assurer que le camp est entouré de deux barrières en barbelés d'une hauteur de deux mètres. Des miradors et des bunkers protègent le périmètre, chacun comprenant au moins deux gardes. Les prisonniers sont laissés chaque matin sous la garde des soldats pour rassembler des vivres et du bois depuis une ville voisine. En outre, Vanderpool apprend que la population du camp comprend trois groupes de civils américains : les missionnaires protestants et leurs familles, les religieuses et les prêtres de l'Église catholique romaine et les travailleurs comme des médecins et des ingénieurs et leurs familles. Ce dernier groupe comprend plusieurs centaines de femmes et d'enfants. Si l'ensemble des prisonniers semblent être en bonne santé, beaucoup sont affaiblis par le rationnement.
Le 20 février, le major general Swing est en mesure de libérer suffisamment de troupes pour un raid sur le camp de Los Baños. Un plan en quatre étapes est conçu par le major Vanderpool et les officiers de l'état-major divisionnaire. La section de reconnaissance de la division doit progresser à travers un lac situé à proximité et se diriger vers les environs du camp pour sécuriser un champ, qui doit servir de zone d'atterrissage pour une compagnie de parachutistes. Une fois largué, les parachutistes doivent éliminer la résistance japonaise dans la zone, sécuriser le camp et le préparer pour l'évacuation. Cinquante quatre Amtraks amphibies doivent transporter deux compagnies parachutistes supplémentaires sur le rivage du lac, où une tête de pont doit être établie pendant que les Amtraks continuent jusqu'au camp pour en évacuer les occupants. Dans le même temps, une task force comprenant un bataillon renforcé d'infanterie, deux bataillons d'artillerie lourde un bataillon de chasseurs de chars doit avancer le long de l'autoroute 1 vers Los Baños, pour empêcher toute intervention des Japonais.
Grâce à un groupe de résistants, la section de reconnaissance parvient à progresser jusqu'au lac durant la nuit du 21 février et à réquisitionner dix embarcations. Malgré des difficultés de navigation, la section parvient sur le rivage près de Los Baños à deux heures du matin. Après avoir sécurisé la zone de largage, elle se cache dans la jungle près du camp. Au cours de l'après-midi, la compagnie B du 1er bataillon du 511e régiment est transporté sur le terrain d'aviation depuis lequel elle va décoller. Le reste du bataillon doit rejoindre le convoi d'Amtraks. À 7 heures, le matin du 23 février, la compagnie B décolle à l'intérieur de dix avions de transport C-47 Skytrain et arrive au-dessus de la zone de largage peu après. Quand les premiers parachutistes atterrissent, la section de reconnaissance et les résistants ouvrent le feu sur les défenses du camp, utilisant des bazookas pour détruire les casemates en béton, avant de pénétrer à l'intérieur du camp pour combattre la garnison. Les parachutistes ne tardent pas à rejoindre la bataille et, à 7h30, les gardes japonais sont submergés et les prisonniers sont rassemblés avant d'être évacués. Sur le rivage du lac, les deux autres compagnies du 511e régiment ont sécurisé la tête de pont et le convoi d'Amtraks peut atteindre le camp sans difficultés. Le premier convoi d'évacuation quitte le camp vers 10 heures tandis que la compagnie B, la section de reconnaissance et les résistants restent en arrière pour servir d'arrière-garde. À 11h30, tous les civils ont été évacués et, à 13 heures, le convoi d'Amtraks revient évacuer l'arrière-garde, les derniers parachutistes quittant la plage vers 15 heures. Dans le même temps, sur l'Autoroute 1, la task force qui a été déployée pour couvrir l'opération rencontre une forte résistance des Japonais et souffre de pertes sensibles. Toutefois, elle parvient à bloquer les Japonais progressant vers le camp, avant de se retirer vers les lignes américaines. L'opération est un grand succès et parvient à libérer 2 147 civils.